# Bald Head
Das Bald Head (englisch für Kahlkopf; in Argentinien Cabo Circular ‚Kreisförmiges Kap‘) ist eine eisfreie und etwa 150 m hohe Landspitze im Norden des Grahamlands auf der Antarktischen Halbinsel. Sie liegt 13 km südwestlich des View Point und 3 km südlich des Jade Point als südöstlicher Ausläufer der Yatrus Promontory an der Südküste der Trinity-Halbinsel. Ihr östlich gegenüber liegt Eagle Island.
Entdeckt wurde sie durch eine von Johan Gunnar Andersson angeführten Gruppe während der Schwedischen Antarktisexpedition (1901–1903) unter der Leitung von Otto Nordenskjöld. Der Falkland Islands Dependencies Survey benannte die Landspitze deskriptiv im Zuge einer geodätischen Vermessungen im Jahr 1945.